# كريستين ويج
كريستين ويج (بالإنجليزية: Kristen Wiig)‏ ممثلة أمريكية ولدت في 22 أغسطس 1973 في نيويورك ، الولايات المتحدة الأمريكية، قدمت العديد من العروض والاسكتشات الكوميدية والهزلية علي أحد المسارح بلوس أنجلوس إلى ان اختارها عدد من المخرجين للعمل في بطولة عدد من المسلسلات.

## الأعمال
- حبلت
- مقابلة بيل
- سيمي برو
- مواضيعي
- العصر الجليدي: ظهور الديناصورات
- كيف تروض تنينك
- ليلة موعد
- أنا الحقير
- الإشبينات
- أصدقاء مع الأطفال
- أنا الحقير 2
- هي
- حياة والتر ميتي السرية
- المذيع 2: الأسطورة تستمر
- كيف تروض تنينك 2
- المريخي
- زولاندر 2
- صائدو الأشباح (فيلم 2016)

## روابط خارجية
- كريستين ويج على موقع IMDb (الإنجليزية)
- كريستين ويج على موقع روتن توميتوز (الإنجليزية)
- كريستين ويج على موقع مونزينجر (الألمانية)
- كريستين ويج على موقع قاعدة بيانات الأفلام العربية
- كريستين ويج على موقع ألو سيني (الفرنسية)
- كريستين ويج على موقع ميوزك برينز (الإنجليزية)
- كريستين ويج على موقع تيرنر كلاسيك موفيز (الإنجليزية)
- كريستين ويج على موقع أول موفي (الإنجليزية)
- كريستين ويج على موقع بوكس أوفيس موجو (الإنجليزية)
- كريستين ويج على موقع قاعدة بيانات الأفلام السويدية (السويدية)